# اليوم الوطني للأراضي العامة

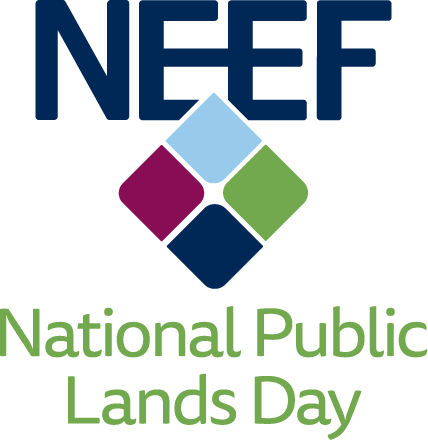
شعار اليوم الوطني للأراضي العامة

يُحتفل باليوم الوطني للأراضي العامة في الولايات المتحدة في رابع سبت من كل شهر ايلول سنوياً. يهدف الاحتفال إلى التمتع الشعبي والتطوع من اجل حمايه الأراضي العامة.
تم إنشاء أول يوم للأراضي العامة الوطنية بواسطة 3 مؤسسات حكوميه و700 متطوع في عام 1994. بحلول عام 2010 توسع نطاق المتطوعين ليصل إلى 170000 متطوع وأكثر من 2000 موقع حول الدولة. عدا كونه يوم مجاني للاشتراك فيه، يتم تكريم العديد من المشاركين بكوبونات لدخول مواقعهم الفدراليه المفضلة والتي عادةً ما تطلب رسوم دخول.
تضمن الحدث الذي أُقيم في عام 2008 تكريماً لذكرى ال75 لاطلاق سلك الخدمة المدنية عن طريق زراعة مليون شجرة وتم التفوق على الرقم بزراعه ما يقارب 1.6 مليون شجرة.